# Абу Амр ибн аль-Аля
Абу́ ’Амр Заббан ибн аль-’Ала́ аль-Ма́зини, известный как Абу́ ’Амр аль-Басри́ (араб. أبو عمرو البصري‎; 689, Мекка, совр. Саудовская Аравия — 771, Эль-Куфа, совр. Ирак) — арабский лингвист и чтец Корана из Басры (совр. Ирак), является передатчиком одного из семи чтений Корана, считается основателем басрийской школы грамматики.

## Биография
Абу Амр родился в Мекке в 689 году. Слушал хадисы от Анаса ибн Малика, Ата ибн Абу Рабаха, Ибн Шихаба аз-Зухри, обучался чтению Корана у Саида ибн Джубайра, Муджахида ибн Джабра, Яхъи ибн Ямура, Икримы, Ибн Касира аль-Макки и многих других. У него изучали Коран Юнус ибн Хабиб ад-Дабби, Абд аль-Варис ибн Саид, Муаз ибн Муаз, от него передавали хадисы Хаммад ибн Зейд, аль-Асмаи и Абу Убейда.
Яхъя ибн Маин и Абу Хатим ар-Рази считали Абу Амра достойным доверия передатчиком хадисов. Его ученик Абу Убайда назвал его «самым знающим из людей о чтениях Корана и арабском языке», с похвалой о нём отзывался великий поэт аль-Фараздак. По словам Ибрахима аль-Харби, Абу Амр был суннитом.
Насчёт имени Абу Амра существуют разногласия: по словам аль-Асмаи, его имя Забан (араб. زبان‎), по другим же его словам, у Абу Амра не было имени. По словам Яхъи аль-Язиди, имя Абу Амра — аль-’Урьян (араб. العريان‎). По другой версии, его и вовсе звали Яхъя (араб. يحيى‎).
Абу Амр ибн аль-Ала скончался в 771 году в Эль-Куфе (Ирак). По другой версии в 774 году.